# 比约恩·马格努森
比约恩·马格努森（挪威語：Bjørn Magnussen，1998年1月2日—），挪威男子速度滑冰运动员，2020年世界单程距离速度滑冰锦标赛男子团体竞速赛铜牌得主、2023年世界速度滑冰锦标赛男子团体竞速赛铜牌得主、2024年世界单程距离速度滑冰锦标赛男子团体竞速赛铜牌得主。